# Cadel Evans Great Ocean Road Race de 2018
A  4ª edição do Cadel Evans Great Ocean Road Race realizou-se a 28 de janeiro de 2018.

## Equipas
No total sao 16 equipas a competir,12 do UCI World Tour, 3 de categoria Profissional Continental e a equipa nacional australiana.
| Equipes WorldTeam (12)- Lotto Soudal - Trek-Segafredo - Team Sunweb - Sky - Mitchelton-Scott - Lotto NL-Jumbo - Quick-Step Floors - Katusha-Alpecin - Dimension Data - Bora-Hansgrohe - AG2R La Mondiale - BMC Racing Team Equipes profissionais Continentais (3)- Aqua Blue Sport - Israel Cycling Academy - Roompot-Nederlandse Loterij Equipe nacional- Austrália |
| |

## Classificações finais
- As classificações finalizaram da seguinte forma:[2]

### Classificação geral
| \| Classificação geral \| Classificação geral \| Classificação geral \| Classificação geral \| Classificação geral \| \| Ciclista \| Ciclista \| Equipe \| Tempo \| \| \| ------------------- \| ------------------- \| ------------------- \| ------------------- \| ------------------- \| \| 1. \| Jay McCarthy \| Bora-Hansgrohe \| 4h04m00s \| \| \| 2. \| Elia Viviani \| Quick-Step Floors \| + 0s \| \| \| 3. \| Daryl Impey \| Mitchelton-Scott \| + 0s \| \| \| 4. \| Dries Devenyns \| Quick-Step Floors \| + 0s \| \| \| 5. \| Simon Gerrans \| BMC Racing Team \| + 0s \| \| \| 6. \| Nikias Arndt \| Team Sunweb \| + 0s \| \| \| 7. \| Steele Von Hoff \| Austrália \| + 0s \| \| \| 8. \| Maurits Lammertink \| Katusha-Alpecin \| + 0s \| \| \| 9. \| Enrico Battaglin \| LottoNL-Jumbo \| + 0s \| \| \| 10. \| Lars Bak \| Lotto-Soudal \| + 0s \| \| \| 11. \| Robert Gesink \| LottoNL-Jumbo \| + 0s \| \| \| 12. \| Owain Doull \| Team Sky \| + 0s \| \| \| 13. \| Pierre Latour \| AG2R La Mondiale \| + 0s \| \| \| 14. \| Koen de Kort \| Trek-Segafredo \| + 0s \| \| \| 15. \| Maarten Wynants \| LottoNL-Jumbo \| + 0s \| \| \| 16. \| Cameron Meyer \| Mitchelton-Scott \| + 0s \| \| \| 17. \| José Gonçalves \| Katusha-Alpecin \| + 0s \| \| \| 18. \| Mikaël Cherel \| AG2R La Mondiale \| + 0s \| \| \| 19. \| Bjorg Lambrecht \| Lotto-Soudal \| + 0s \| \| \| 20. \| Ruben Guerreiro \| Trek-Segafredo \| + 0s \| \| |                    |                   |          |
| |                    |                   |          |
| Fonte: ProCyclingStats |                    |                   |          |
| Classificação geral |                    |                   |          |
| Ciclista | Ciclista           | Equipe            | Tempo    |
| 1. | Jay McCarthy       | Bora-Hansgrohe    | 4h04m00s |
| 2. | Elia Viviani       | Quick-Step Floors | + 0s     |
| 3. | Daryl Impey        | Mitchelton-Scott  | + 0s     |
| 4. | Dries Devenyns     | Quick-Step Floors | + 0s     |
| 5. | Simon Gerrans      | BMC Racing Team   | + 0s     |
| 6. | Nikias Arndt       | Team Sunweb       | + 0s     |
| 7. | Steele Von Hoff    | Austrália         | + 0s     |
| 8. | Maurits Lammertink | Katusha-Alpecin   | + 0s     |
| 9. | Enrico Battaglin   | LottoNL-Jumbo     | + 0s     |
| 10. | Lars Bak           | Lotto-Soudal      | + 0s     |
| 11. | Robert Gesink      | LottoNL-Jumbo     | + 0s     |
| 12. | Owain Doull        | Team Sky          | + 0s     |
| 13. | Pierre Latour      | AG2R La Mondiale  | + 0s     |
| 14. | Koen de Kort       | Trek-Segafredo    | + 0s     |
| 15. | Maarten Wynants    | LottoNL-Jumbo     | + 0s     |
| 16. | Cameron Meyer      | Mitchelton-Scott  | + 0s     |
| 17. | José Gonçalves     | Katusha-Alpecin   | + 0s     |
| 18. | Mikaël Cherel      | AG2R La Mondiale  | + 0s     |
| 19. | Bjorg Lambrecht    | Lotto-Soudal      | + 0s     |
| 20. | Ruben Guerreiro    | Trek-Segafredo    | + 0s     |

## UCI World Ranking
A Cadel Evans Great Ocean Road Race outorga pontos para o UCI World Tour de 2018 e o UCI World Ranking, este último para corredores das equipas nas categorias UCI WorldTeam, Profissional Continental e Equipas Continentais. As seguintes tabelas mostram o barómetro de pontuação e os 10 corredores que obtiveram mais pontos:
| Posição   | 1º  | 2º  | 3º  | 4º  | 5º  | 6º  | 7º | 8º | 9º | 10º | 11º | 12º | 13º | 14º | 15º-20º | 21º-30º | 31º-50º | 51º-55º | 56º-60º |
| Pontuação | 300 | 250 | 215 | 175 | 120 | 115 | 95 | 75 | 60 | 50  | 40  | 35  | 30  | 25  | 20      | 12      | 5       | 2       | 1       |

| 1.º  | Jay McCarthy       | Bora-Hansgrohe    | 300 |
| 2.º  | Elia Viviani       | Quick-Step Floors | 250 |
| 3.º  | Daryl Impey        | Mitchelton-Scott  | 215 |
| 4.º  | Dries Devenyns     | Quick-Step Floors | 175 |
| 5.º  | Simon Gerrans      | BMC Racing        | 120 |
| 6.º  | Nikias Arndt       | Sunweb            | 115 |
| 7.º  | Steele Von Hoff    | Australia         | 95  |
| 8.º  | Maurits Lammertink | Katusha-Alpecin   | 75  |
| 9.º  | Enrico Battaglin   | LottoNL-Jumbo     | 60  |
| 10.º | Lars Ytting Bak    | Lotto Soudal      | 50  |